# Somalicharmus whitmanae
Genre
Espèce
Somalicharmus whitmanae, unique représentant du genre Somalicharmus, est une espèce de scorpions de la famille des Buthidae.

## Distribution
Cette espèce est endémique de la région Oromia en Éthiopie,,. Elle se rencontre dans la zone Borena vers El Meti.
El Meti, n'est pas en Somalie comme l'avait cru František Kovařík en 1998 mais en Éthiopie,.

## Description
Le mâle holotype mesure 22,3 mm.

## Étymologie
Cette espèce est nommée en l'honneur de Sarah Whitman du Musée de la Specola à Florence.

## Publication originale
- Kovařík, 1998 : « Three new genera and species of Scorpiones (Buthidae) from Somalia. » Acta Societatis Zoologicae Bohemicae, vol. 62, no 2, p. 115-124 (texte intégral).